# Râul Valea Plopilor, Dunăre
Râul Valea Plopilor este un curs de apă, afluent al Dunării. Se varsă în Brațul Măcin. 